# Süleyman Sani Axundov

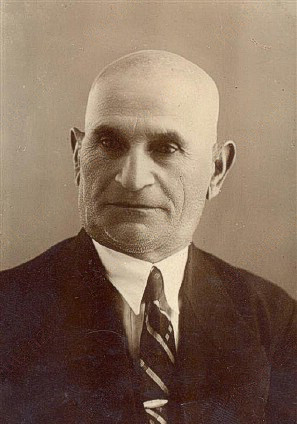
Süleyman Sani Axundov

Süleyman Sani Axundov (* 3. Oktober 1875 in Şuşa; † 29. März 1939 in Baku) war ein aserbaidschanischer  Dramatiker, Journalist, Schriftsteller, Kinderbuchautor und Pädagoge. Er wählte das Pseudonym Sani (aserbaidschanisch der Zweite), um Verwechslungen mit Mirzə Fətəli Axundov zu vermeiden.

## Leben
Axundov wurde am 3. Oktober 1875 in Şuşa geboren. Er verlor seinen Vater in seiner Kindheit und wuchs bei seinem Onkel Səfərəli bəy Vəlibəyov auf. Nach dem Studium im Gori-Lehrerseminar in den Jahren 1885–1894 wurde Axundov Lehrer und widmete sich der Pädagogik und Publizistik. 
Süleyman Sani Axundov wurde 1906 nach Baku eingeladen und nahm am 1. Kongress der Aserbaidschanischen Lehrer teil. Er arbeitete als Leiter der Ausbildungsabteilung der Provinz Karabakh in den Jahren 1920–1921 sowie als Schulleiter in Baku in den Jahren 1922–1930. Im Jahr 1922 wurde er zum ersten Vorsitzenden der Union der aserbaidschanischen Dichter gewählt. 1932 wurde ihm für seine literarischen und pädagogischen Aktivitäten der Titel Arbeitsheld verliehen. 
In der Zeit von 1921 bis 1930 war er Mitglied des Rates der Stadt Baku, Kandidat des Exekutivkomitees Baku und Mitglied des Zentralen Exekutivkomitees Aserbaidschan. Er ist Autor des Lehrbuches das zweite Jahr. Süleyman Sani Axundov starb am 29. März 1939 im Alter von 63 Jahren.

## Kreativität
Sein erstes literarisches Werk war die Komödie Gierig.  In dieser Komödie  versuchte er, die veralteten Gewohnheiten und Traditionen lächerlich zu machen, den Geizhals zu zeigen.  

 

Seine Komödien Dibdat bay, Türkische Union, die er 1907 schrieb, wurden als politische und soziale Themen im Theater von Aserbaidschan gewertet.  Er ist Autor der Theaterstücke Lachın yuvası, von der Dunkelheit zum Licht, Shakhsenem und Gülperi, Glückseligkeit mit harter Arbeit, Molla Nasreddin in Baku, Liebe und Rache und anderer.

## Werke
- Ausgewählte Werke (ausgestellt von Abbas Zamanov). Baku: 1951.
- Ausgewählte Werke (ausgestellt von Nadir Valikhanov). I Band. Baku: 1968.
- Ausgewählte Werke (ausgestellt von Nadir Valikhanov). II Band, Baku: 1968.
- Geschichten und Theaterstücke (ausgestellt von  Nadir Valikhanov). Baku: 1975.
- Ausgewählte Werke (ausgestellt von: Autor des Vorwortes  Nadir Valikhanov). Baku: 2005.